# فرط الفيتامين
فرط الفيتامين (بالإنجليزية: Hypervitaminosis) هو حالة تُخزَّن فيها مستويات عالية من الفيتامينات بشكل غير طبيعي، ويمكن أن تؤدي إلى أعراض سامة. تستمد الأسماء الطبية المحددة للحالات المختلفة من الفيتامين المعطى المعني: على سبيل المثال، فيتامين أ الفائض يسمى فرط فيتامين (أ). تحدث الفيتامينات المفرطة في المقام الأول بسبب الفيتامينات القابلة للذوبان في الدهون (د وأ)، حيث يتم تخزينها من قبل الجسم لفترة أطول من الفيتامينات القابلة للذوبان في الماء.
تنتج المستويات السامة من الفيتامينات من تناول كمية كبيرة من المكملات وليس من الغذاء الطبيعي. ويمكن أيضًا أن تكون سمية الفيتامينات القابلة للذوبان في الدهون ناتجة عن تناول كميات كبيرة من الأطعمة المحسّّنة، ولكن نادرَا ما يسبب الغذاء الطبيعي مستويات خطيرة من الفيتامينات القابلة للذوبان في الدهون. تحدد التوصيات الصادرة عن وزارة الزراعة في الولايات المتحدة الأمريكية بشأن كمية الأغذية المرجعية المستوى الأعلى المقبول لمعظم الفيتامينات.

## الأسباب
مع استثناءات قليلة، مثل بعض الفيتامينات من مركب بي، يحدث فرط فيتامين عادة مع الفيتامينات القابلة للذوبان في الدهون (أ) و (د)، والتي يتم تخزينها، على التوالي، في الكبد والأنسجة الدهنية في الجسم. تتراكم هذه الفيتامينات وتبقى لفترة أطول في الجسم من الفيتامينات القابلة للذوبان في الماء. وتشمل الحالات:
- فرط فيتامين (أ)
- فرط فيتامين (د)
- سمية فيتامين بي3
- متلازمة الجرعات الضخمة من فيتامين بي6

وفقًا لأساسيات ويليامز للنظام الغذائي والتغذية العلاجية فمن الصعب وضع كمية غذائية مرجعية لفيتامين K لأن جزءًا من الكمية المطلوبة يمكن أن يتوفَّر عن طريق التصنيع البكتيري المعوي.
لا توجد معلومات موثوقة عن سمية فيتامين K في العديد من الأطعمة أو من المكملات. الكمية الغذائية المرجعية (للرجال الذين تتراوح أعمارهم بين 19 سنة وما فوق هو 120 ميكروغرام/يوم، وللنساء هو 90 ميكروغرام/يوم) كافية للحفاظ على تخثر الدم، لكن الكمية الصحيحة اللازمة لسلامة العظام غير معروفة.
يمكن أن تؤدي الجرعات العالية من مكملات المعادن إلى آثار جانبية وسُمّية، وغالبًا ما يكون ذلك بسبب الإفراط في تناول المكملات المحتوية على الحديد.

## معدل الحدوث
في الولايات المتحدة، أبلغ 62,562 فردا في الولايات المتحدة عن تعرضهم لجرعات زائدة من جميع تركيبات الفيتامينات (حوالي 80% من هذه التعرضات في الأطفال دون سن السادسة)، مما أدى إلى نتائج تهدد الحياة و3 وفيات. ويمكن مقارنة ذلك مع وفاة 19,250 شخص بسبب التسمم غير المقصود بجميع الأنواع في الولايات المتحدة في نفس العام (2004).
في عام 2010، تم الإبلاغ عن تعرض 71,000 لمختلف الفيتامينات إلى مراكز السيطرة على السموم، والتي أسفرت عن 15 حالة خطرة ولكن لا وفيات.
قبل عام 1998، ارتبطت عدة وفيات سنويا بمكملات تحتوي على الحديد المُصَنّع، ولا سيما مكملات الحديد الملونة والمغلفة بالسكر، وكانت معظم الوفيات من الأطفال. وقد أدت القيود المفروضة على عبوات المكملات الغذائية التي تزيد على 30 مللي غرام من الحديد إلى خفض الوفيات إلى 0 أو 1 في السنة. وتُقارَن هذه الإحصاءات مع 59 حالة وفاة مؤكدة بسبب التسمم بالأسبرين في عام 2003 و147 حالة وفاة مرتبطة بالمنتجات المحتوية على الأسيتامينوفين في عام 2003.

## وصلات خارجية
- Dietary reference intakes, official website.